# Flughafen Yao

i7
i11
i13
Der Flughafen Yao (japanisch 八尾空港 Yao Kūkō, ICAO-Code: RJOY) ist ein Flughafen der Stadt Yao in der japanischen Präfektur Osaka, Kansai. Es ist auch ein Militärflugplatz für die japanischen Luftselbstverteidigungsstreitkräfte. Mehrere kleinere Fluggesellschaften, wie Asahi Airlines und Hankyu Airlines, bieten Rund- und Charterflüge von hier aus an.
Es ist der einzige von der japanischen Verwaltung eingestufte Flughafen 2. Klasse, der keine Linienverbindungen aufweist.